# Hemiphractus scutatus
Hemiphractus scutatus là một loài ếch thuộc họ Hemiphractidae.
Loài này có ở Brasil, Colombia, Ecuador, Peru, và có thể cả Bolivia.
Môi trường sống tự nhiên của chúng là rừng ẩm vùng đất thấp nhiệt đới hoặc cận nhiệt đới.